# 倫子女王
倫子女王（ともこ じょおう、元文3年1月20日（1738年3月10日） -明和8年8月20日（1771年9月28日））は、江戸時代後期の皇族で、閑院宮直仁親王第6王女。江戸幕府第10代将軍徳川家治の正室（御台所）。幼名は五十宮（いそのみや）。第113代東山天皇の孫、第119代光格天皇の叔母にあたる。

## 生涯
元文3年（1738年）1月20日、閑院宮直仁親王の第6王女として京都に誕生した。母は閑院宮家の女房の讃岐。
寛延元年（1748年）10月26日、京都所司代牧野貞通が朝廷と交渉し、将軍家重の世子・家治との縁組が決定された。寛延2年（1749年）2月5日に京都を発ち、3月19日に江戸へ到着すると浜御殿へ入った。
宝暦3年（1753年）11月11日に縁組の披露が行われ「姫宮様」と称される。翌4年（1754年）12月1日に江戸城西の丸へ入り、婚礼の式を挙げた。以降は「御簾中様」と称された。宝暦6年（1756年）7月、家治との間に長女・千代姫を産んだが、姫はわずか2歳で夭折した。
宝暦10年（1760年）4月、江戸城本丸へ移り御台所となる。同年の8月に従三位に昇進し、9月には夫の家治が征夷大将軍を拝命した。翌11年（1761年）8月には次女の万寿姫を出産し、また家治が側室出生の子も御台所の御養としたため、側室・お知保の方が生んだ世子・徳川家基（幼名・竹千代）の養母となった。
明和8年（1771年）8月20日、34歳で薨去した。戒名は心観院殿従二位浄池蓮生大姉。江戸上野の寛永寺に葬られた。 同年8月23日には従二位を、さらに天明3年（1783年）8月には従一位を追贈された。

## 人物
- 家治との夫婦関係は仲睦まじいものだった[3]。家治が将軍世子であった頃、西の丸において家治が倫子に会う為に頻繁に西の丸大奥を訪れたところ、倫子付きの御年寄たちが拒んだため、家治付きの女中たちが憤慨し、倫子付きの女中たちとの間で不和が生じた。そこで家治の乳母である岩瀬が登城して、両者を和解させたという[4]。
- 倫子は度々大奥から出て吹上御庭を散策し、木々や草花に触れて気分転換を楽しんでいたことが「徳川実紀」に記されている。

## 関連作品
映画
- 千代田城炎上（大映、1959年、演：阿井美千子）※役名は御台所

テレビドラマ
- 大奥（関西テレビ、1983年、演：志乃原良子）
- 大奥（NHK、2023年、演：趙珉和）※男女逆転設定
- 大奥（フジテレビ、2024年、演：小芝風花）

バラエティー・教養番組
- 日本史サスペンス劇場（日本テレビ、2008年、演：井村空美）

漫画
- 大奥（よしながふみ）※男女逆転設定